# Schiffsbalje
Die Schiffsbalje ist ein Gewässer in der Gemeinde Friedeburg im Landkreis Wittmund im Nordwesten von Niedersachsen. 

## Verlauf
Die Schiffbalje entsteht südlich von Marx, unterquert die Bundesstraße 437 und verläuft südöstlich an der Kavernenanlage Etzel vorbei, unterquert in der Nähe der Kavernenanlage die Bundesstraße 436 und mündet bei Hohemey in das Friedeburger Tief. Im Oberlauf wird die Schiffsbalje auch Bitze genannt.

## Beschreibung
Die Schiffsbalje und die Bitze sind sandgeprägte Tieflandbäche. Das Einzugsgebiet beider Gewässer wird überwiegend durch Grünland und Ackerland geprägt. Die Fließgeschwindigkeit ist aufgrund des geringen Gefälles sehr schwach bis fast stehend. Es bestehen keine Uferstreifen und die Nutzflächen grenzen oft direkt an das Gewässer an. Im oberen Abschnitt sind uferbegleitende Einzelgehölze vorhanden, ohne jedoch einen geschlossenen Gehölzsaum zu bilden.

## Geschichte
Im November 2013 wurden die Schiffsbalje sowie das anschließende Friedeburger Tief durch einen Ölunfall an der Kavernenanlage Etzel sehr stark verunreinigt.